# Shorea montigena
Shorea montigena là một loài thực vật thuộc họ Dipterocarpaceae. Đây là loài đặc hữu của Indonesia.

## Hình ảnh

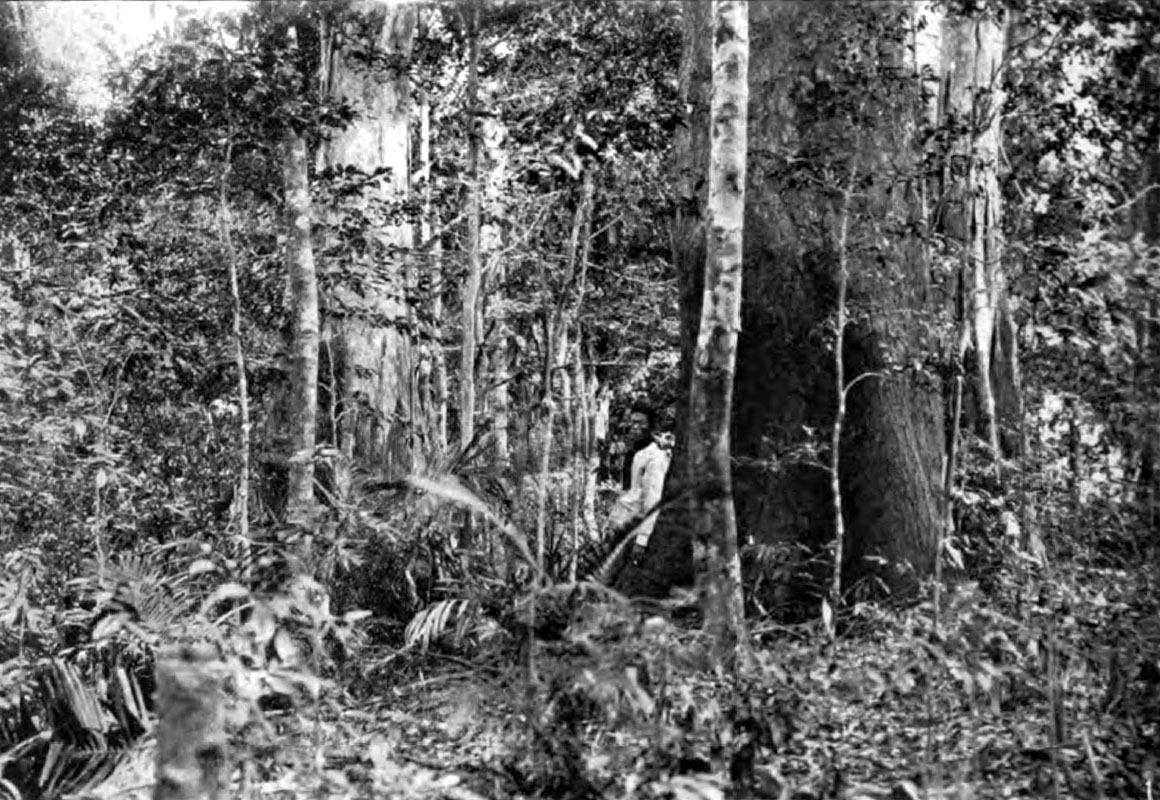
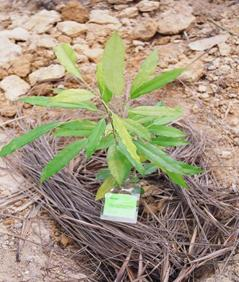
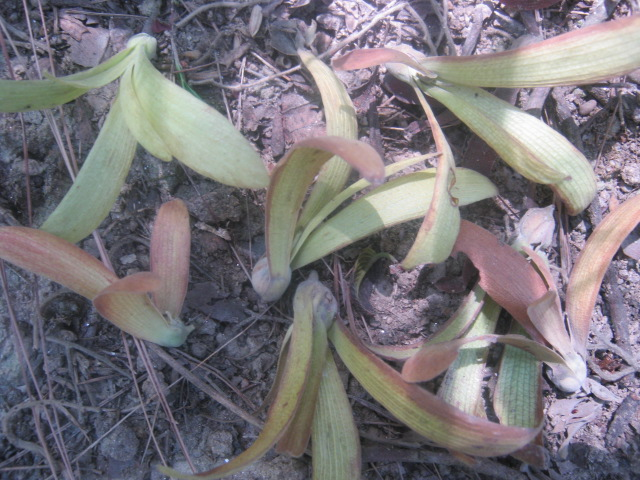
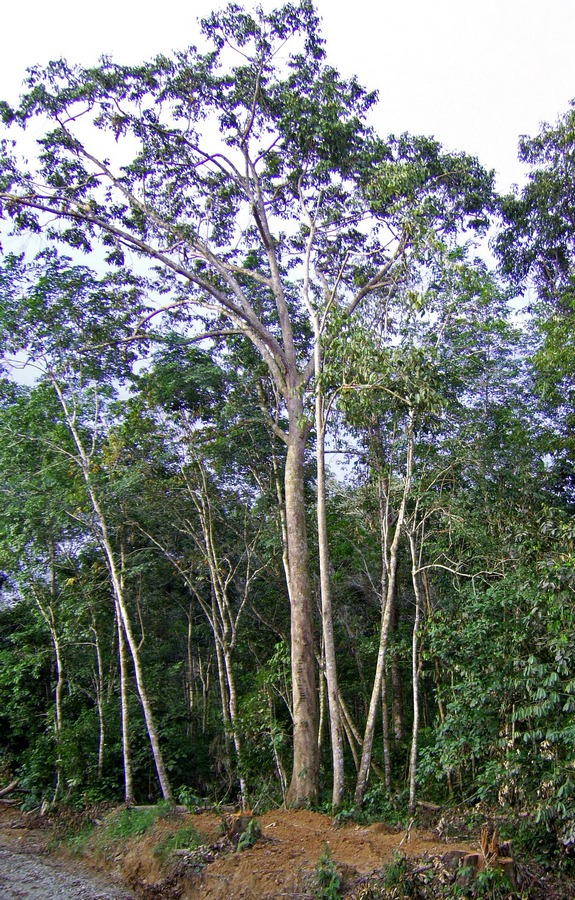